# Francmasonería

La escuadra y el compás con la letra G, un símbolo masónico.

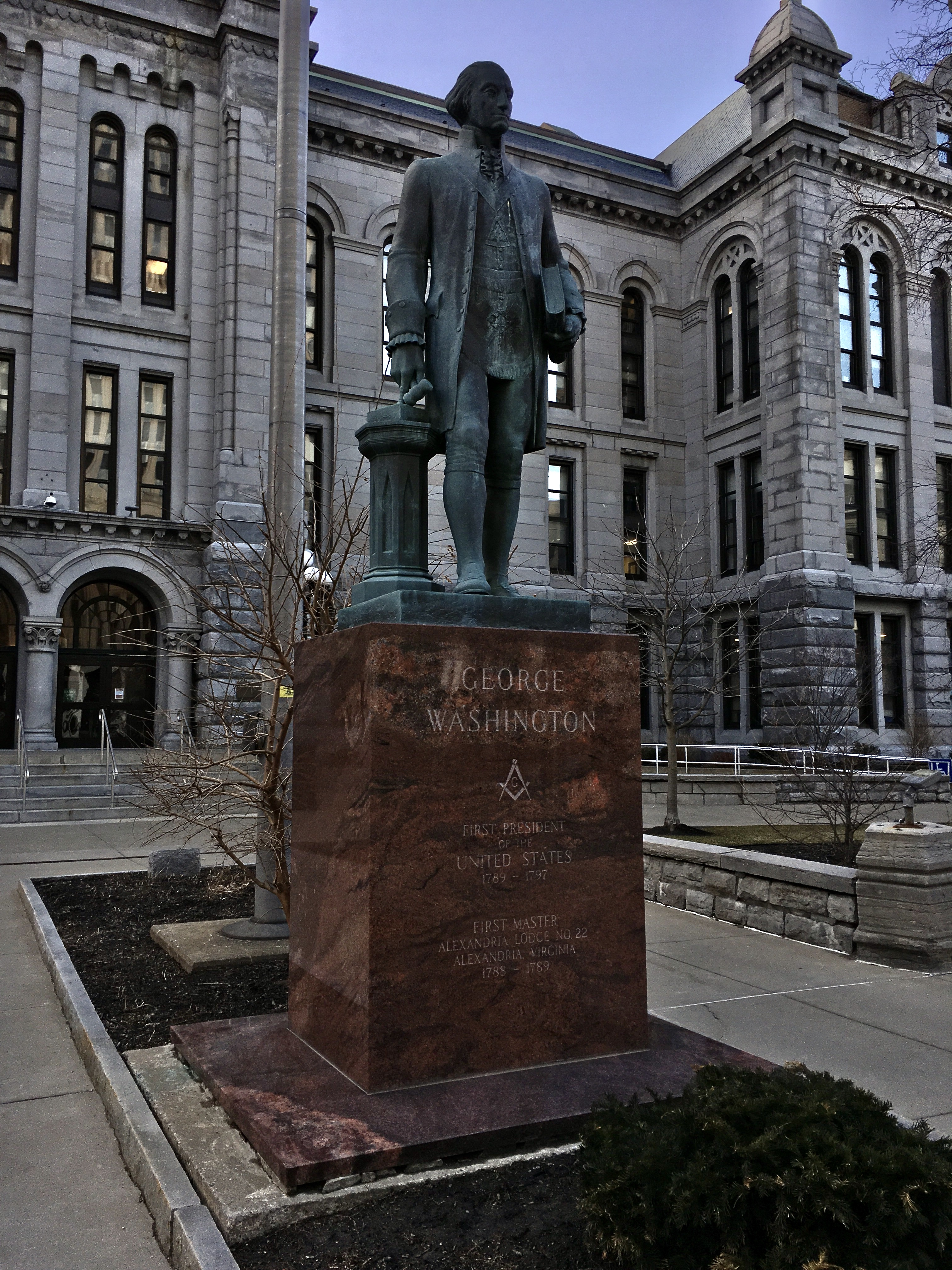
Estatua de George Washington con mandil masónico en Búfalo, Nueva York. En el pedestal, con la escuadra y el compás, se recuerda que fue el primer presidente de los Estados Unidos y el primer maestro de la Logia Alexandria N.º 22.

La francmasonería o masonería es una organización fraternal iniciática que práctica la filantropía. Es calificada por la Enciclopedia Británica como la sociedad secreta más extendida del mundo. La Real Academia Española, sin embargo, la define como una sociedad que solo fue secreta en sus orígenes. En la actualidad, algunos masones prefieren considerarla discreta en vez de secreta.
Las estimaciones sobre el número de miembros de la masonería en todo el mundo a principios del siglo XXI oscilaban entre dos y seis millones de personas. Los masones se reúnen en logias (también llamadas talleres), que cuentan con una denominación, un Rito y practican una obediencia. El Rito hace referencia a la rama de la masonería, pero la palabra rito también designa los actos ceremoniales.
Los requisitos para que una persona pueda convertirse en masón y logre ingresar en la masonería, es que cumpla con tres importantes condiciones fundamentales y el primero de ellos es ser mayor de edad, luego ser apadrinado o recibir la invitación oficial de otro masón y finalmente ser aceptado mediante una votación en una sesión masónica.
Hay una diferencia entre la masonería operativa, formada por constructores cristianos desde la Edad Media, y la masonería especulativa, para el perfeccionamiento moral y cultural de sus miembros. En 1717 cuatro logias masónicas especulativas de Londres se unieron para crear la Gran Logia de Inglaterra. En 1721 dos pastores protestantes, John Theophilus Desaguliers y James Anderson, redactaron sus primeras constituciones, que fueron aprobadas, con algunas enmiendas, en 1722 y publicadas en 1723.
En la mayoría de las logias de la mayoría de los países, los masones se dividen en tres grados principales, los tres grados de los gremios artesanales medievales: aprendiz, compañero de oficio (u oficial) y maestro masón. Los grados son en parte moralidades alegóricas y en parte sermón. Estos tres grados forman la Masonería del Oficio (masonería azul), y los miembros de cualquiera de estos grados se conocen como francmasones o simplemente masones. Existen organizaciones que requieren que una persona sea maestro masón antes de poder unirse (como la Societas Rosicruciana in Anglia o Shriners International).
También hay una serie de grupos auxiliares que son principalmente de carácter social o recreativo, que no tienen una posición oficial en la masonería. Son especialmente frecuentes en Estados Unidos. En Gran Bretaña y otros países existen logias separadas restringidas a mujeres. Además, las parientes femeninas de los maestros masones pueden afiliarse a la Orden de la Estrella de Oriente, abierta tanto a mujeres como a hombres; los jóvenes varones pueden afiliarse a la Orden DeMolay u Orden de los Constructores, y las jóvenes pueden afiliarse a la Orden de las Hijas de Job o a la Orden Internacional del Arco Iris para Niñas. Los masones ingleses tienen prohibido afiliarse a cualquiera de las organizaciones recreativas o sociedades cuasi masónicas, so pena de suspensión.
La Iglesia católica ha condenado la masonería repetidas veces desde 1738. La Iglesia ortodoxa griega lo hizo en 1933 y la Iglesia anglicana en 1987. Desde el siglo XX algunos musulmanes han considerado la masonería como aliada del sionismo. El Consejo Islámico de Jurisprudencia (Islamic Fiqh Council) y la Liga Musulmana Mundial (Muslim World League) emitieron una fatwa (opinión jurídica no vinculante) en contra de la masonería en 1977, que estaba firmada por líderes fundamentalistas del wahabismo.
Muchas personalidades han pertenecido a la masonería. Por presentar sólo diez de los más conocidos y citados, podemos mencionar a Benjamín Franklin, Voltaire, Federico II de Prusia, Goethe, Mozart, George Washington, Jules Ferry, Theodore Roosevelt, Simón Bolívar o incluso el Duque de Kent.

## Objetivo
La francmasonería afirma tener como objetivo la búsqueda de la verdad, el estudio filosófico de la conducta humana, de las ciencias y de las artes, y el fomento del desarrollo social y moral del ser humano. Su enfoque se orienta hacia la evolución personal de sus miembros, así como hacia el progreso social. La masonería ejemplifica sus enseñanzas con símbolos y alegorías tradicionales tomadas de la arquitectura y la cantería, más específicamente del «Arte Real de la Construcción», es decir, de los constructores de las catedrales medievales.

## Etimología
El término masón proviene del francés y significa albañil, constructor.
En Inglaterra, en el 1350, apareció la denominación free-stone-mason para definir a los albañiles que trabajaban la piedra de calidad superior para capiteles o adornos. Se denominaba rough-stone-mason a los que trabajaban la piedra más tosca y dura para sillerías. Para algunos autores, la expresión free-stone-mason se habría simplificado posteriormente como free-mason.
Para otros autores, la palabra free (libre) en el nombre de los albañiles se debe a que a partir del año 614 el papa Bonifacio IV liberó a los constructores de las leyes o estatutos de sus países y los puso directamente bajo la protección de la Iglesia católica, pudiendo estos ir de un país a otro incluso en tiempos de guerra.
En el siglo XVIII el término acabó por extenderse a la Europa continental de la mano de la masonería especulativa. Pasó al francés como franc-maçon y al español como francmasón.

## Historia
La masonería evolucionó a partir de los gremios de canteros y constructores de catedrales de la Edad Media. Albañiles y canteros, carpinteros, panaderos, fabricantes de campanas y barberos-cirujanos habían estado protegidos y supervisados por gremios durante siglos en muchos países europeos. Los gremios ofrecían vida social, beneficios, protección salarial y control de calidad sobre las habilidades y los productos terminados. La identidad de los miembros y, por lo tanto, su derecho a trabajar en lugares lejanos a su hogar estaban protegidos por palabras secretas y apretones de manos, y un trabajador que los conocía era considerado realmente un miembro del gremio.
En 1598 el maestro de obras de Jacobo VI de Escocia, William Schaw, redactó unos estatutos que fueron aprobados por el conjunto de masones del reino.
Con el declive de la construcción de catedrales, algunas logias de albañiles operativos (trabajadores) empezaron a aceptar miembros honorarios para reforzar la disminución de sus miembros. Registros escoceses desde al menos la década de 1650 muestran a gremios de masones locales con problemas económicos aceptando a parientes o figuras prominentes que no eran canteros, quienes se veían atraídos a estos gremios probablemente por las habilidades de los maestros masones, expertos en geometría y arquitectura,además de estar impregnados en el misticismo típico del Renacimiento, que veía en la arquitectura y la alquimia claves para entender los principios subyacentes de la naturaleza.
La masonería ha sido considerada por sus miembros como depositaria de saberes secretos ancestrales. En sus orígenes estuvo cerca de la noción rosacruz de la alquimia como "regeneración espiritual", doctrina de influencia hermética. El manuscrito Cooke, de hacia 1415, dice que Yabal había escrito su sabiduría sobre geometría y arquitectura en dos pilares antes del Diluvio Universal y que Hermes y Pitágoras los habían encontrado. Este manuscrito fue la principal fuente de las Constituciones de Anderson de la masonería de 1723.
A partir de algunas de estas logias se desarrolló la masonería simbólica o masonería especulativa moderna, pasando de ser gremios de constructores y canteros a enclaves de hombres letrados, profesionales educados y algunos comerciantes. Esta nueva masonería especulativa, sobre todo en los siglos XVII y XVIII, adoptó los ritos y atavíos de antiguas órdenes religiosas y de hermandades caballerescas. En 1717 se fundó en Inglaterra la primera Gran Logia, una asociación de logias.
Las ideas de la Ilustración fueron más importantes para la difusión de las logias masónicas en Europa que la continuación de la antigua tradición de las logias de constructores. En el siglo XVIII, épocas de absolutismo, la masonería representaba la única institución que podía escapar de pretensiones absolutistas de poder del Estado y a la separación de estamentos. El poder del Estado había relegado a la esfera privada la realización de las aspiraciones morales del ciudadano. Como consecuencia de tal separación forzosa entre el poder político y la moral privada, los francmasones, que se sentían ante todo comprometidos con sus valores morales, vieron necesario separarse de las instituciones del Estado y de la Iglesia, haciendo caso omiso de prejuicios de clase, religión y nacionalidad y recluyéndose en un espacio interior que podían modelar a placer, en el que podían hacer caso omiso de las divisiones sociales y que protegían con su silencio. Esto los transformó de un grupo inicialmente apolítico y moral en una contrafuerza moral contra Estados absolutistas.

## Obediencias

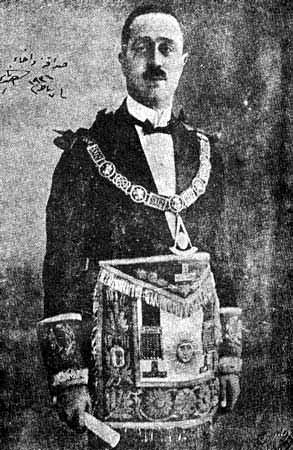
Francmasón otomano, Ahmed Nami, en el.

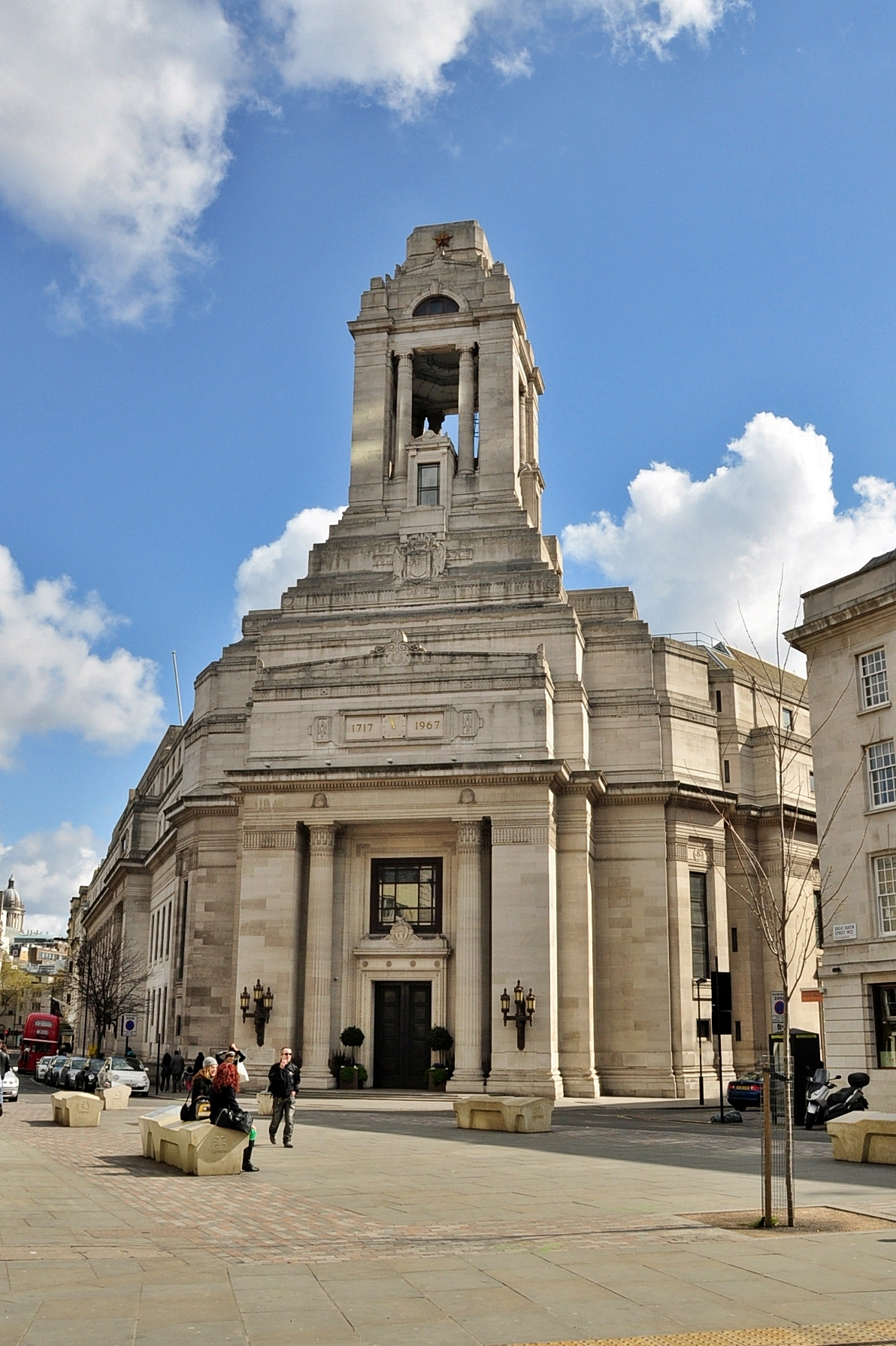
Sede de la Gran Logia Unida de Inglaterra, en Londres.

En 1717 había cuatro logias de masonería especulativa que se reunían en tabernas de Londres. Los locales donde se reunían se llamaban la Oca y el Grillo, la Corona, el Manzano y la Copa y las Uvas. El 24 de junio de ese año se unieron para crear la Gran Logia de Inglaterra.
En la fundación hubo muestras de lealtad al rey Jorge I de Inglaterra, de la casa de Hannover, lo que se ha interpretado como un gesto contra los pretendientes de la Casa de Estuardo. En Inglaterra en 1723 se había pasado de las cuatro logias originales a cincuenta y dos.
Los miembros de la Gran Logia de Inglaterra y las logias de la misma obediencia, conocidas habitualmente como masonería regular, son teístas y creen en el Gran Arquitecto del Universo.
En 1771 se fundó el Gran Oriente de Francia.
Cuando se redactaron las Constituciones de Anderson se dijo que solo se podían admitir a hombres, especificando que fuesen de buenas costumbres. En 1774, el Gran Oriente de Francia creó el Rito de Adopción o «masonería de damas», para las mujeres, bajo la tutela de masones varones.
En 1877 la masonería del Gran Oriente de Francia eliminó de sus estatutos la necesidad de creer en Dios, de creer en la inmortalidad del alma, de jurar sobre la Biblia y de considerar a la Biblia como expresión de la palabra y voluntad de Dios. Por esto, fue declarada irregular por la Gran Logia de Inglaterra.
La Gran Logia de Francia no exige la creencia en el Gran Arquitecto del Universo, pero sí lo admiten como un símbolo de un poder que tutela y que es desconocido.
En el 2006, el Gran Oriente de Francia agrupaba a 552 logias, mientras que la Gran Logia de Francia tenía 344.
María Deraismes y Georges Martin fundaron el 4 de abril de 1893 una nueva obediencia masónica, la del Derecho Humano, que es mixta, es decir, hay hombres y mujeres en igualdad.
El 21 de octubre de 1945 se creó una masonería exclusivamente femenina, con el nombre de Unión Masónica Femenina de Francia. En 1952 pasó a llamarse Gran Logia Femenina de Francia.

## Símbolos
De acuerdo con el Diccionario de los símbolos, de Jean Chevalier y Alan Gheerbrant:

El compás ha sido considerado entre nosotros como el emblema de las ciencias exactas. La noción de regla, de rectitud, también está presente en el kuei chino. Los grados de la apertura del compás simbolizan, en la tradición masónica, las posibilidades y los grados del conocimiento: 45° se refiere al octavo, 60° al sexto y 90° al cuarto. La masonería, al limitar la apertura del compás a 90° máximo, indica con ello los límites que el individuo no debería traspasar. El ángulo de 90° reproduce la escuadra. Ya que la escuadra es, como sabemos, el símbolo de la materia; el compás es el símbolo del espíritu y de su poder sobre la materia. El compás abierto en 45° indica que la materia no está completamente dominada, mientras que la apertura de 90° realiza íntegramente el equilibrio entre las dos fuerzas; el compás se convierte en escuadra justa.

El académico Pere Sánchez Ferré explicó el significado de la escuadra y el compás en el seno de la masonería. La escuadra simboliza la tierra. Con la escuadra se dibujan cuadrados. El compás representa el Cielo. Con él, se dibujan círculos. En la masonería, los dos elementos se presentan unidos y su significado más extendido es la unión entre el cielo y la tierra. El Gran Arquitecto del Universo emplea el compás en la creación. Con él delimita, da forma, corporifica y ordena el caos del hombre convirtiéndolo en el cosmos. Con la escuadra se crea la piedra cúbica, a la que se puede dar forma para convertirla en piramidal.
En el grado de compañero están presentes la escuadra, el nivel y la plomada. Para el estudioso de la masonería José Antonio Ferrer Benimeli, la escuadra simboliza la rectitud moral; el nivel, la igualdad, y la plomada, la vertical jerárquica.
En algunos rituales masónicos, un ángulo recto simboliza el corazón.

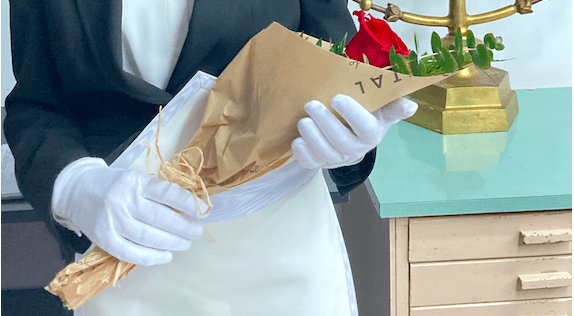
Ritural masónico consistente en la entrega de una flor al recién iniciado.

El templo masónico se inspira en el templo de Salomón. En él hay dos columnas, llamadas Jakin y Boaz, que evocan las dos columnas de bronce construidas por el arquitecto hebreo Hiram Abif para levantar el templo. Está decorado con una bóveda estrellada donde se observan los signos del zodíaco. El suelo es ajedrezado, es decir, a cuadrados blancos y negros.
Otro símbolo masónico es la letra griega delta que, escrita en mayúsculas, es triangular (Δ). Remite a la triple naturaleza del ser humano: alma, espíritu y cuerpo. También son tres los principios alquímicos que se encuentran en la Cámara de Reflexión masónica: azufre, mercurio y sal.
La delta también es similar a la pirámide, donde los antiguos egipcios colocaban al difunto que resucitaría con el cuerpo de luz o de fuego.
El delta también se representa con el ojo de Horus o con el tetragrammaton (el nombre de Dios en la cultura hebrea).
Otro símbolo masónico es el pentalfa. Una estrella de cinco puntas de fuego con la letra G en su interior. La estrella de cinco puntas representa al ser humano. La estrella de fuego o estrella flamígera es el ser humano divinizado.
La letra G se puede encontrar dentro del espacio que forman la escuadra y el compás, dentro de la estrella de fuego de cinco puntas, dentro del delta o bien sola. Simboliza, en primer lugar, la geometría. También puede significar la gnosis (el «conocimiento», en griego).
En las ceremonias de admisión (iniciación), cuyas imágenes son accesibles en diversos medios, se puede ver entre los elementos que la forman el anagrama VITRIOL, conocido en la alquimia, para el cual hay dos significados posibles:
- Visita Interiorem Terrae Rectificando Inveniens Operae Lapidem («Desciende a las entrañas de la Tierra, y destilando encontrarás la piedra de la obra».).
- Visita Interiora Terrae Rectificando Inveniens Occultum Lapidem («Explora los interiores de la Tierra, y rectificando, encontrarás la piedra oculta».).

Otro símbolo masónico son los tres puntos, dos abajo y uno arriba, formando un triángulo.

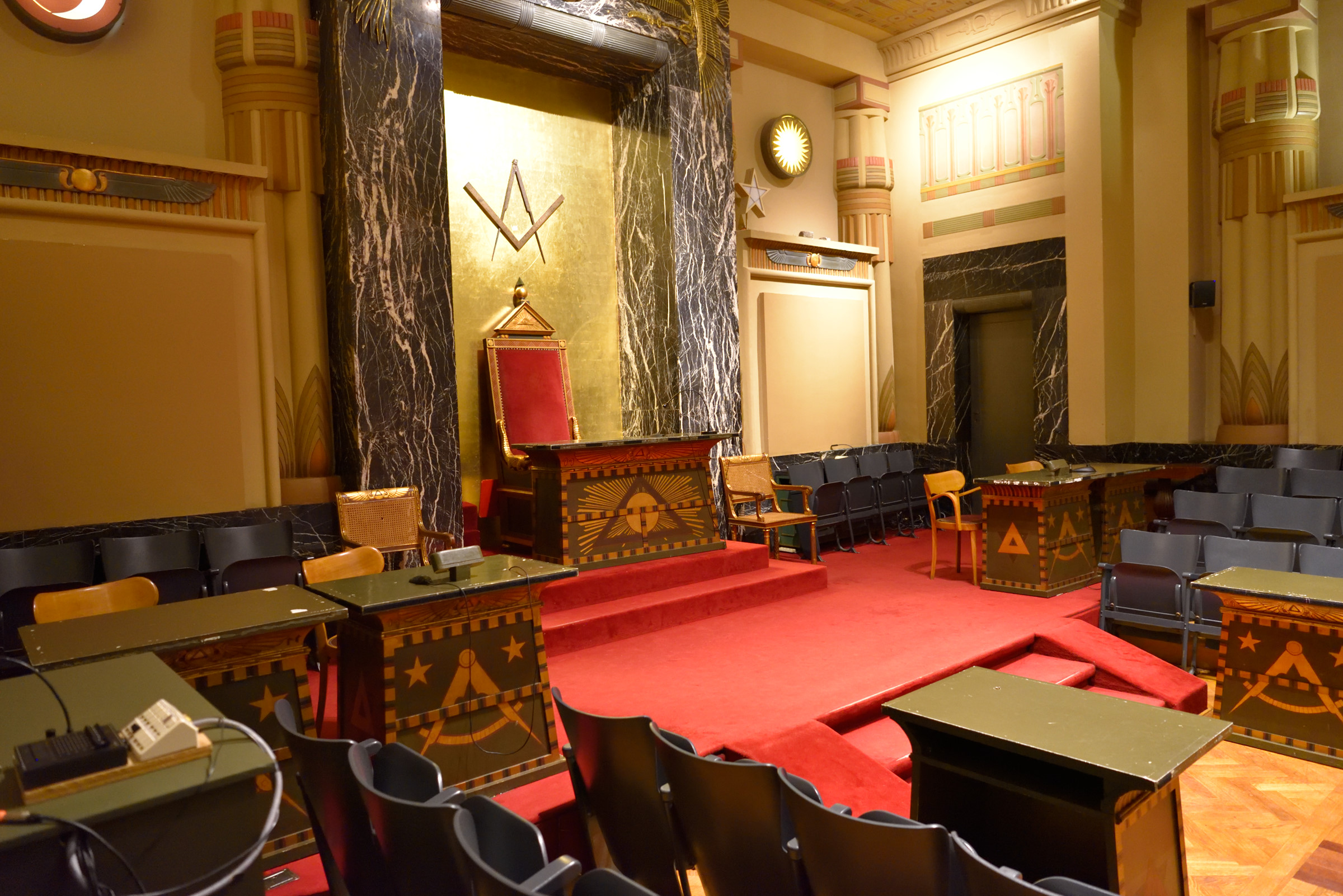
Dentro de una logia masónica, en Bruselas.

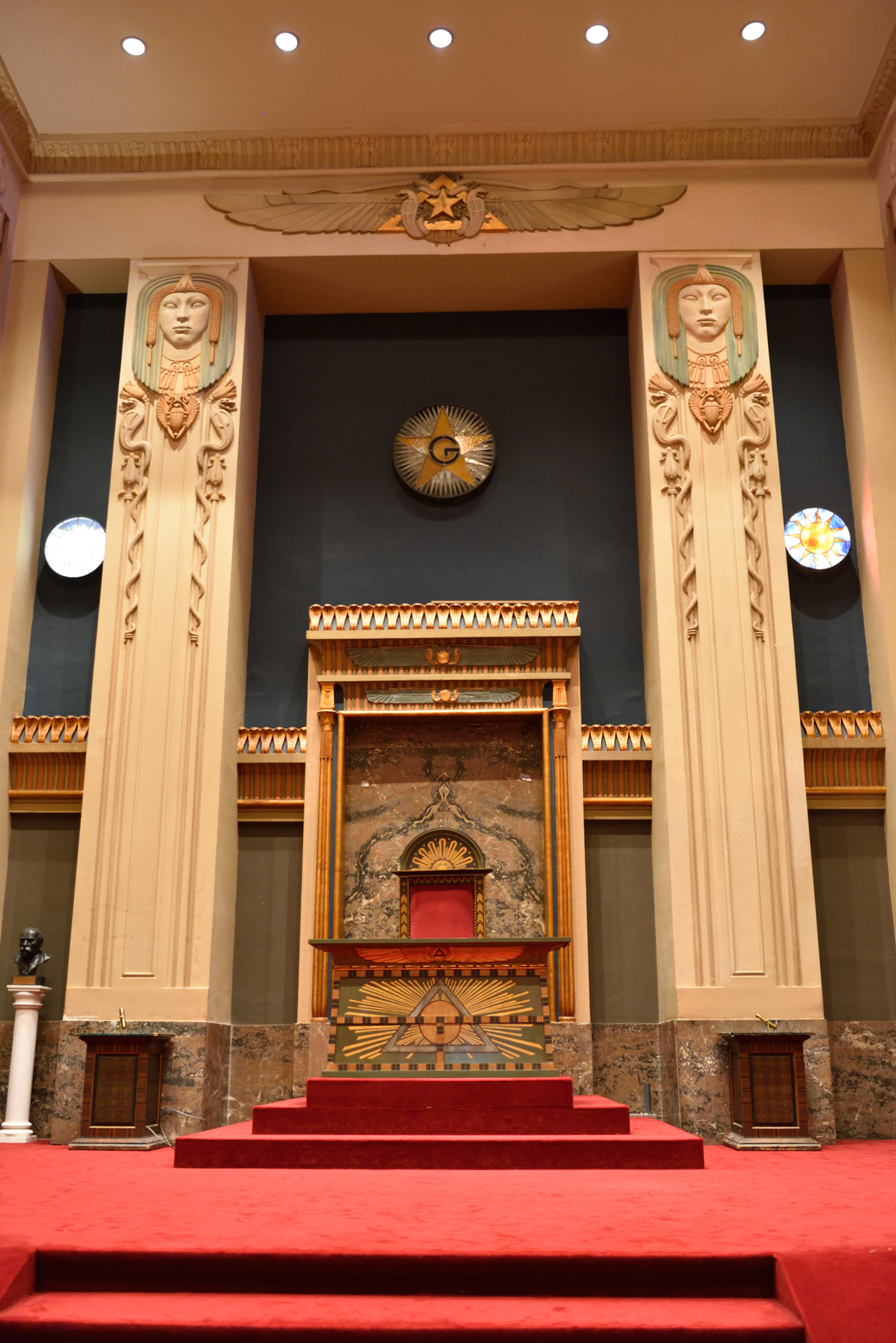
El altar, dentro de una logia masónica en Bruselas, Bélgica.

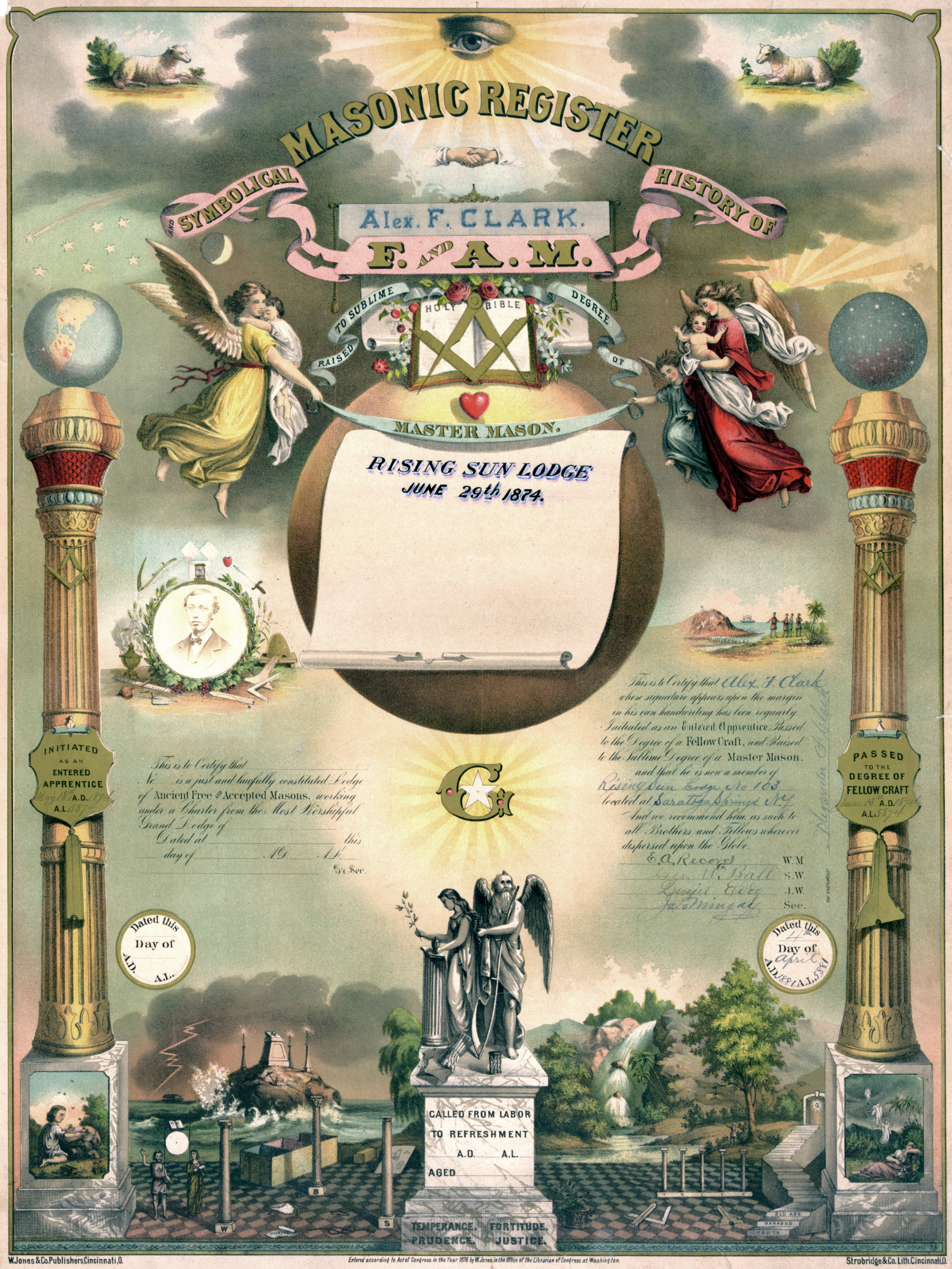
En el, se emitían certificados como este para que los masones pudiesen demostrar que habían tomado los tres grados de la masonería en una logia regular, es decir, en una logia reconocida por una gran logia.

## Influencia monástica
La masonería operativa inglesa practicó el Rito de los Antiguos Deberes (Old Charges). En él había una ceremonia una vez al año cuando los aprendices pasaban a ser compañeros. El documento más antiguo sobre esto, el Poema Regius, es de hacia 1390.
La masonería operativa inglesa estaba influenciada en su terminología y costumbres por los monjes, sobre todo los cistercienses que seguían la regla benedictina. En el siglo XVI los monasterios ingleses fueron suprimidos pero estos rasgos se mantuvieron en la masonería operativa, de ahí pasaron a la especulativa y se conservan en las logias masónicas del siglo XXI.
La masonería asumió de lo monástico expresiones como «libre y de buenas costumbres» o «justo y perfecto», el Signo de Socorro, las plegarias, el examen de los candidatos, la postura durante la Obligación, el hecho de elevar la Obligación a la condición de vinculante besando el Volumen de la Ley Sagrada, la participación del resto de hermanos en la recepción del neófito, la prueba de caridad, la costumbre de llevar al nuevo hermano a un asiento en la esquina noreste del templo o la forma de realizar el ágape (la disposición de la mesa, la bendición, la ubicación del maestro y los vigilantes, el brindis por los ausentes o el brindis del rejeteador).

## Grados
La masonería es una sociedad iniciática. Las iniciaciones para diferentes enseñanzas se llaman grados.
En un principio la masonería especulativa tenía solo 3 grados: aprendiz, compañero y maestro. Estos grados siguen siendo reconocidos y practicados por la masonería.
El Rito Escocés Antiguo y Aceptado (uno de los más generalizados) consta de 33 grados, el Rito Escocés Rectificado tiene 7 y el Rito de Memphis y Misraim tiene 99.
El Rito Escocés Antiguo y Aceptado tiene 33 grados. Los tres primeros son llamados «simbólicos, dogmáticos o fundamentales» y forman la que se conoce como masonería azul.  Los grados «capitulares» son los que hay entre el 14 y el 18 y constituyen lo que se conoce como masonería roja. Los grados «filosóficos» son los que hay entre el 19 y el 30 y conforman la masonería negra. Entre el 31 y el 33 están los grados «sublimes, consistoriales o administrativos» que forman la masonería blanca.
En este Rito y en otros a muchos grados corresponde un número, que es la edad simbólica del masón.

## Organización interna de las logias
Las asambleas de masones se llaman tenidas y pueden ser para rituales, de comité (para oficiales de logia) o de familia (no rituales).
Los oficiales de logia son doce: venerable (presidente), primer vigilante, segundo vigilante, orador (guardián de las constituciones y censor de las ceremonias), secretario (lleva un registro de la logia), maestro de ceremonias, gran experto (se encarga de las ceremonias de iniciación), tesorero, limosnero u hospitalario (destina fondos a la beneficencia y visita a hermanos enfermos o necesitados), guarda templo (controla la identidad de los que acceden), arquitecto (conserva archivos y objetos y organiza banquetes) y venerable consumado (venerable que ha cumplido su mandato y que se sitúa al lado del venerable como consejero).

## Calendarios
Los masones de alto rango acordaron un cómputo masónico del tiempo. En 1875 algunos Ritos lo suprimieron pero otros decidieron mantenerlo. Los principales calendarios masónicos son siete:
- Calendario del Rito Simbólico: se añaden 4000 años al año cristiano. El año empieza a comienzos de marzo y termina cuando acaba febrero. Los nombres de los meses se dicen en hebreo.  Junto al año se ponen las siglas A. L. (Anno Lucis) o A. D. V. L. (Año de la Verdadera Luz).[55]
- Calendario del Rito Escocés: se añade 3760 al año cristiano. El año empieza en septiembre y los meses y días se dicen en hebreo. Se le ponen las siglas A. L. o A. D. V. L.[55]
- Calendario del Rito de Misraim: se añade 4004 al año cristiano. Se le ponen las siglas A. L. o A. D. V. L.[55]
- Calendario del Rito Templario: empieza el año 1118, de fundación de los templarios. Se le ponen las siglas A. O. (Año de la Orden).[55]
- Calendario del Rito de la Estricta Observancia: empieza el año 1314, de destrucción de los templarios. Se le ponen las siglas A. O.[55]
- Calendario de la Orden de Reales Arcos: empieza el año 530 antes de Cristo, cuando consideran que se fundó el segundo templo de Jerusalén. Se le ponen las siglas A. I. (Año de la Invención).[55]
- Calendario de la Orden de Reales y Selectos Maestros: empieza el año 1000 antes de Cristo, cuando consideran que se fundó el primer templo de Jerusalén. Se le ponen las siglas A. T. (Año del Templo).[55]

## Numerología
Los masones dividen los números en femeninos (pares) y masculinos (impares). Cada número del 1 al 10 tiene el siguiente significado:
- 1: la divinidad.[56]
- 2: las tinieblas.[56]
- 3: perfección y armonía.[56]
- 4: número divino.[56]
- 5: luz, matrimonio y naturaleza. Se le considera un número hermafrodita, por estar compuesta por el 2 (femenino) y el 3 (masculino).[56]
- 6: salud y justicia.[56]
- 7: número venerable.[56]
- 8: amistad y el cubo (2+2+2+2=8).[56]
- 9: número finito.[56]
- 10: el Cielo. En él se combinan el 1 (masculino), el 2 (femenino), el 3 (armonía) y el 4 (número divino). Indica las relaciones armónicas.[56]

## Hiram Abif
Hiram Abif es un personaje secundario de la Biblia  (aparece en 1 Reyes 7:14-22 y en 2 Crónicas 2:12-13). Trabajó como broncista creando objetos para el primer templo de Jerusalén, construido en tiempos del rey Salomón. Era hijo de una viuda de la tribu de Neftalí y su padre había sido un fenicio.
Desde el siglo XVIII la masonería le ha considerado, además de fundidor, como el gran arquitecto del templo de Salomón.
En el seno de la masonería se cuenta que tres mineros sabotearon el molde de un gran recipiente de bronce que quería construir Hiram para el templo, que se le apareció el fantasma su antepasado Tubalcaín como su maestro, que se unió en secreto con la reina de Saba y que fue asesinado por tres compañeros (conocidos como los juwes) que querían conocer la palabra secreta de los maestros. Según esta historia, la reina de Saba, llamada Balkis, habría quedado embarazada de Hiram y habría tenido un hijo suyo.
El fantasma de Tubalcaín habría contado a Hiram que su antepasado, Caín, era hijo de Eva e Iblís (con el nombre de Samael, «veneno supremo»). Samael sería, según el Zohar, la serpiente del Edén.
Según el relato masónico, los asesinos de Hiram Abif enterraron su cuerpo en un bosque a las afueras de Jerusalén y plantaron encima de su tumba una acacia. Nueve maestros constructores salieron en la búsqueda de Hiram en grupos de tres y descubrieron la acacia recién plantada, la arrancaron y desenterraron el cuerpo. Entonces Hiram resucitó.
El grado de maestro masónico está centrado en la historia de la muerte y la resurrección de Hiram Abif.

## Organizaciones e ideologías antimasónicas

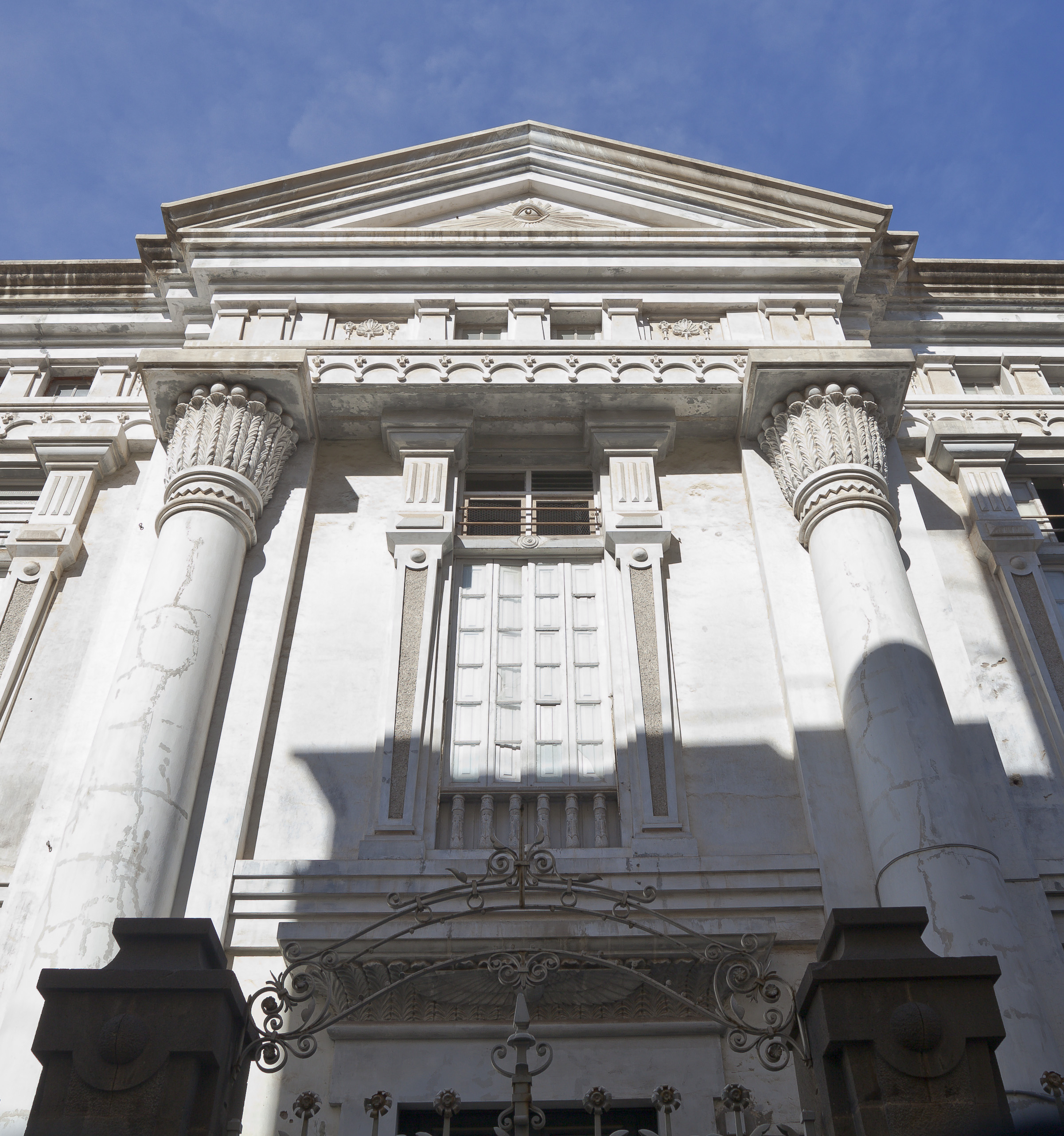
El Templo Masónico de Santa Cruz de Tenerife, uno de los pocos que sobrevivieron a la dictadura franquista en España.

### Poderes religiosos
- La Iglesia católica (encíclicas In Eminenti, del papa Clemente XII; y Humanum Genus del papa León XIII, entre otras).
- El integrismo islámico: determinados países musulmanes emitieron legislaciones antimasónicas, como Irak (1968), Marruecos (1971), Pakistán (1972) o Irán (1979).[22]
- El bahaísmo: Shoghi Effendi prohibió expresamente a los bahais pertenecer a la masonería, a la teosofía y a cualquier sociedad secreta.[62]

#### Iglesia católica
La Iglesia católica ha condenado sistemáticamente la filiación a la masonería en innumerables documentos, y ha decretado que es incompatible, por sus principios, con la doctrina y la fe de la Iglesia católica.
Los pronunciamientos papales en este sentido han sido constantes:
- Clemente XII, carta apostólica: In Eminenti, 24 de abril de 1738.
- Benedicto XIV, constitución apostólica: Providas, 18 de mayo de 1751.
- Pío VII, constitución: Ecclesiam a Jesu Christo, 13 de septiembre de 1821.
- León XII, constitución:  Quo Graviora, 13 de marzo de 1825.
- Pío VIII, carta encíclica: Traditi Humilitati, 24 de mayo de 1829.
- Gregorio XVI, carta encíclica: Mirari vos, 15 de agosto de 1832.
- Pío IX, carta encíclica: Qui pluribus, 9 de noviembre de 1846; alocución: Quibus Quantisque, 20 de abril de 1849; carta encíclica: Nostis et nobiscum, 8 de diciembre de 1849; carta encíclica: Cuanta Cura, 8 de diciembre de 1864; alocución: Multiplices Inter, 25 de septiembre de 1865; constitución: Apostolicae Sedis, 12 de octubre de 1869; carta: Quamquam, 29 de mayo de 1873; carta: Exortae, 29 de abril de 1876.
- León XIII, carta encíclica: Humanum genus, 20 de abril de 1884; carta encíclica: Dall'alto dell'Apostolico Seggio, 15 de octubre de 1890; carta encíclica: Inimica Vos, 8 de diciembre de 1892. Carta encíclica: Custodi di Quella Fede, 8 de diciembre de 1892.
- San Pío X alude a la masonería en las cartas encíclicas: Vehementer Nos, 11 de febrero de 1906 y Une Foi Encore, 6 de enero de 1907.

Denunciaron ocasionalmente la masonería los papas:
- Pío XI, carta encíclica: Non Abbiamo Bisogno, 29 de junio de 1931.
- Pío XII, carta a monseñor Montini, 29 de mayo de 1958.
- También el Sínodo Romano de 1960, bajo el pontificado de Juan XXIII, recuerda la condena de la masonería.
- L'Osservatore Romano publicó diversos documentos; por ejemplo, en febrero de 1987 se reitera la vigencia de la pena de excomunión para los católicos que se inscriban en una sociedad masónica,[67] la de 24 de marzo de 1984, 'Fe cristiana y masonería son inconciliables',[68] 26 de noviembre de 1983:[69] 'Declaración sobre la masonería', de la Congregación para la Doctrina de la Fe, firmada por Joseph Ratzinger y Jean Jérôme Hamer, OP.[68]

El antiguo Código de Derecho Canónico del año 1917, promulgado bajo el pontificado de Benedicto XV, condena la masonería explícitamente en los cánones 684, 1349 y 2335.

Los que dan su nombre a la masonería o a otras asociaciones que maquinan contra la Iglesia incurren en excomunión.
Código de Derecho Canónico de 1917, can. 2335

Y el nuevo Código de Derecho Canónico de 1983 dice:

Quien da su nombre a una asociación que maquina contra la Iglesia debe ser castigado con una pena justa, quien promueve o dirige esa asociación, ha de ser castigado con entredicho.
Código de Derecho Canónico de 1983, can. 1374

Véase también la declaración sobre la masonería de la Conferencia Episcopal Alemana del 9 de julio de 1980 y la Declaración de la Congregación para la Doctrina de la Fe sobre la masonería del año 1983.

### Grupos políticos o gobiernos

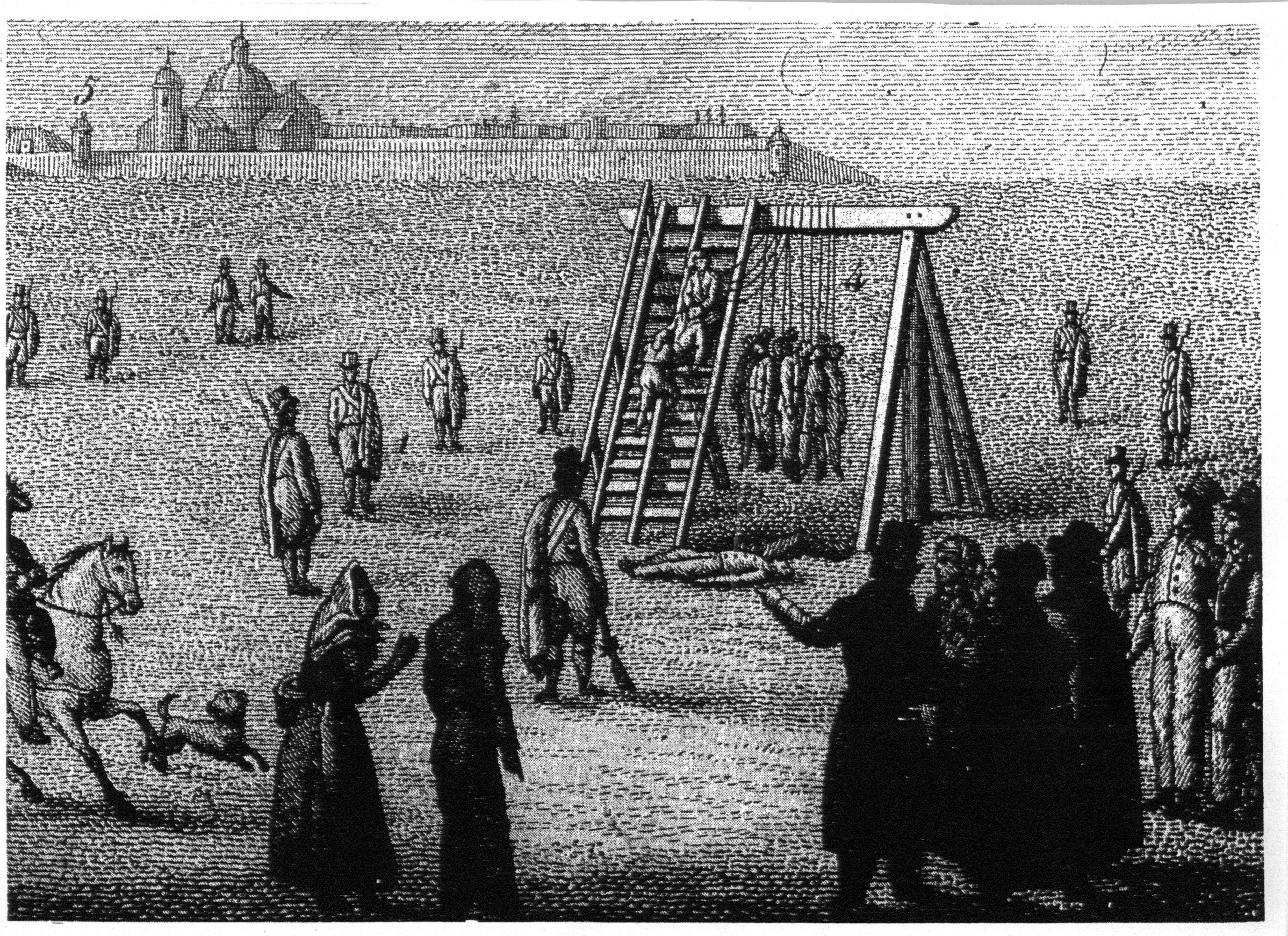
Represión de liberales y masones en Barcelona durante el reinado de Fernando VII, bajo la supervisión de Carlos de España, apodado El tigre de Cataluña por la fiereza de su régimen de terror tras el fin del Trienio Liberal.

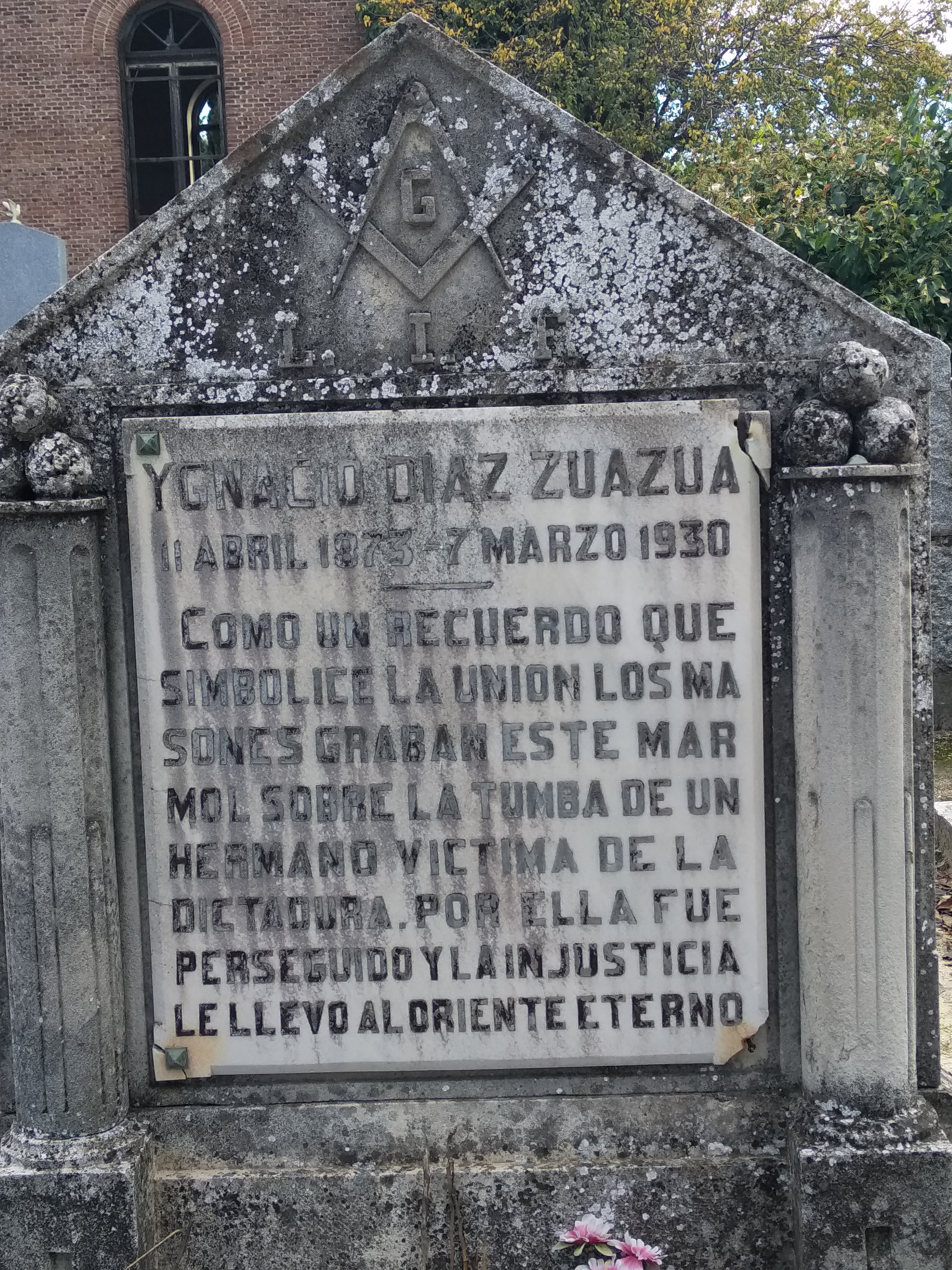
Tumba de un masón ejecutado durante la Dictadura de Dámaso Berenguer (1930), en el cementerio civil de Madrid.

- Monarquías absolutistas: el zar Alejandro I de Rusia se hizo masón en 1803 y en los comienzos de su reinado fue ilustrado y reformista,[73] pero en 1822 prohibió la masonería y ordenó que todos los empleados públicos que fuesen masones lo confesasen o de lo contrario serían condenados a muerte.[74] El papa condenó la masonería en 1738 pero entre 1740 y 1750 solo hubo un proceso de la Inquisición española contra la masonería, que quedó en nada.[75] En 1751 el confesor del rey Fernando VI de España, el jesuita Francisco de Rávago y Noriega, entregó al monarca un monumento conmemorativo explicando que la masonería sería la ruina de la Iglesia y del Estado, por lo que el 2 de julio de 1751 emitió un decreto en contra de esta sociedad. La pena a la que se enfrentaban los masones era la indignación real y la privación de oficio si eran militares o funcionarios. En el reinado de Carlos III de España hubo rumores de que el presidente del Consejo de Castilla, el conde de Aranda, era masón, pero esto no está demostrado.[75] Fernando VII de España prohibió las sociedades clandestinas por Real Decreto del 24 de mayo de 1814. El 1 de agosto de 1824, pasado el Trienio Liberal, este monarca volvió a prohibir la masonería.[76]

- Las dictaduras fascistas del siglo XX rechazaron y atacaron a la masonería. En 1922 varias logias apoyaron al dictador italiano Mussolini.[77] Sin embargo, luego Mussolini consideró que las sociedades secretas ya no eran necesarias. En 1923 se prohibió la pertenencia al Partido Fascista italiano a masones y en 1925 se exigió a las logias comunicarlo todo a las autoridades y se prohibió a los empleados públicos pertenecer a la masonería.[78] Los nazis, basándose en obras como los Los protocolos de los sabios de Sion, consideraban que el judaísmo se servía de la masonería. En 1934 se prohibió a los masones pertenecer al Partido Nazi y que fuesen militares o empleados públicos en Alemania. Ese año se empezaron a cerrar logias alemanas y en 1935 ya se encontraban todas clausuradas.[79] En 1935 el dictador portugués Salazar hizo una ley similar a la italiana.[80] En 1939 el dictador español Franco, que creía en un contubernio judeo-masónico de nefasta influencia para España,[81][82] prohibió todas las logias masónicas y en 1940 creó el Tribunal Especial para la Represión de la Masonería y el Comunismo.[83] La Francia de Vichy, un estado títere del nazi dirigido por el mariscal Pétain, prohibió la masonería en 1940 y creó el Servicio de Sociedades Secretas, que tenía entre otras misiones informar a la población en contra de estas.[84]

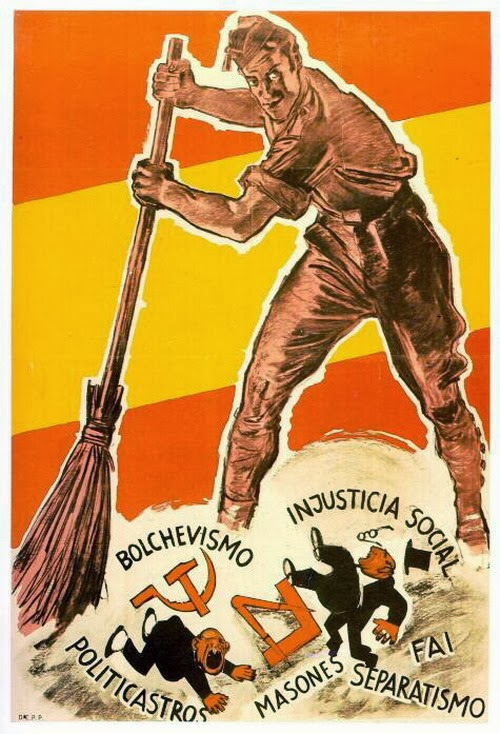
Barrer España, póster propagandístico del bando sublevado durante la Guerra Civil Española (1936-1939), que incita a la represión contra comunistas, anarquistas, masones y separatistas para «limpiar» el país.

- Las dictaduras socialistas: en el Tercer Congreso de la Internacional Comunista de 1921 se aprobó la propuesta de León Trotski de prohibir a sus miembros la pertenencia a la masonería. Los argumentos de Trostki eran que esta sociedad representaba un proceso de infiltración de la pequeña burguesía en todas las capas sociales, que la solidaridad y la libertad masónicas podrían obstaculizar la dictadura del proletariado y que sus ritos recordaban a costumbres religiosas de las que subyugaban al pueblo. En el Cuarto Congreso, celebrado en 1922, se mandó eliminar la presencia masónica en el Partido Comunista Francés antes del 1 de marzo de 1923.[85] Una excepción comunista es Cuba, que no ilegalizó la francmasonería. Esto puede estar relacionado con el hecho de que el héroe nacional José Martí, como demuestra un diploma de 1871, alcanzó el tercer grado de la masonería y fue secretario en la logia Caballeros Cruzados N.º 48 de Madrid (logia hermana de Armonía N.º 52).[86] La Gran Logia de Cuba tiene sede en La Habana y está reconocida como la única representación regular cubana por la Confederación Masónica Interamericana, aunque se creó otra logia con cubanos exiliados en Estados Unidos.[87]

## El Gran Arquitecto del Universo
En la masonería operativa «Gran Arquitecto del Universo» era una forma de llamar a Dios Padre.
En la masonería especulativa Gran Arquitecto del Universo está sujeto a discusión según las diferentes líneas de pensamiento acerca de su existencia y si este es un dogma o no que debe establecerse en una logia. A pesar de que existe cierta uniformidad en establecer como regularidad masónica su creencia y se acepta su discusión como parte de la iniciación para la búsqueda de la verdad, hay sin embargo ritos específicos que practican la masonería sin necesidad de recurrir a una figura divina: es el caso, por ejemplo, del Rito Nacional Mexicano, en cuya liturgia, dedica sus trabajos «Al triunfo de la verdad y al progreso del género humano», y no, como el Rito Escocés Antiguo y Aceptado, «A la gloria del Gran Arquitecto del Universo».

## La tolerancia
Para el escritor Alejandro Gómez Bautista todas las creencias religiosas/espirituales (incluso, en algunas logias o en algunos ritos, la ausencia de creencia) y todas las posiciones políticas se aceptan en la masonería, y no son temas de discusión en las logias, ya que el respeto y la tolerancia es un principio elemental de la masonería, lo que elimina cualquier controversia entre la masonería, la religión y los grupos políticos. Por otra parte, existen diversas organizaciones secretas u ocultas a las que se les atribuye un carácter masónico, que en realidad no tienen; de ahí que las diversas ideas, interpretaciones y expresiones negativas contrarias a la masonería se consideren meras reminiscencias históricas, expresiones sin fundamento y desconocimiento absoluto de la institución al día de hoy.

## Conmemoraciones masónicas
El Día del Masón en Argentina se celebra anualmente el 11 de diciembre, porque fue ese día de 1857 cuando se creó la Gran Logia de la Argentina.
El Día de la Masonería Mexicana se celebra anualmente el 15 de enero, porque fue ese día de 1847 cuando accedió al Rito Nacional Mexicano el político Benito Juárez.
El Día de la Masonería en Brasil, celebrado el 20 de agosto, conmemora la participación de masones en el proceso de independencia del país. Específicamente, se recuerda la influencia de figuras como Joaquim Gonçalves Ledo y José Bonifácio de Andrada e Silva, quienes promovieron la Independencia de Brasil respecto a Portugal. Aunque la independencia se concretó el 7 de septiembre, el 20 de agosto es simbólicamente reconocido como un hito importante en este proceso, en el que la masonería jugó un papel relevante, que de acuerdo con la tradición masónica brasilera, es el día en que se proclamó la independencia del país en una logia masónica. El 20 de agosto es visto como una fecha clave para celebrar la historia de la masonería en Brasil y su contribución a la construcción de la nación. Aunque la masonería no es una religión, la fecha se celebra con misas en algunas localidades, como forma de reconocimiento y celebración, lo cual en algunos momentos ha sido rechazado por comunidades católicas mas radicales y ortodoxas.
Los masones celebran el 20 de septiembre el Día Internacional del Librepensamiento porque ese día de 1870 conquistó Roma el militar y político masón Giuseppe Garibaldi, poniendo fin al control del territorio por parte del papa y sellando el fin de los regímenes políticos de «derecho divino».
El 22 de febrero se celebra el Día Internacional del Masón, por ser día de nacimiento del político masón George Washington. Esto fue acordado en 1994 en una reunión de masones americanos y europeos en Washington D. C.

## Juramento masónico
Desde el siglo XVIII el iniciado en la masonería regular debe jurar que no revelará secretos de la sociedad bajo pena de ser asesinado y su cadáver mutilado de diversas formas y arrojado al mar. El académico Javier Alvarado Planas ha argumentado que este juramento se hace por motivos simbólicos e históricos y que la pena de muerte nunca llega a producirse.

## Los templarios y la masonería
Hay autores, como Michael Baigent, Richard Leigh y Robert Lomas, que han establecido una conexión entre los templarios y la masonería. Estos autores se refieren a la capilla Rosslyn.
Hugue de Payen, primer gran maestre templario, estuvo con Henri St. Clair, primer señor de Rosslyn, en la primera cruzada. Los templarios realizaron excavaciones en el monte del templo de Jerusalén, edificio que había sido destruido por los romanos en el año 70 d. C. Hugue de Payen visitó Rosslyn en 1126, donde se le habían dado tierras para construir el primer preceptorio templario fuera de Tierra Santa. Los templarios fueron disueltos en el siglo XIV.
Otro miembro de la familia St. Clair, William, mandó construir la capilla de Rosslyn en el siglo XV. En la capilla se pueden ver referencias a los templarios. La capilla también tiene una disposición similar a la del templo de Jerusalén.
En la capilla de Rosslyn hay un relieve que muestra a una persona entre dos columnas con los ojos vendados, camisa, una soga al cuello y sosteniendo un libro con una cruz. En la iniciación en la masonería especulativa, la persona se sitúa entre dos columnas vestida de mendigo, con la camisa abierta, una soga (llamada en inglés cable tow) al cuello y los ojos vendados. En la masonería regular el iniciado debe jurar sobre la Biblia.
En el siglo XVIII, el XXI barón de Rosslyn, también llamado William St. Clair, fue el primer gran maestro masón de Escocia.

## Teorías sobre la influencia masónica a nivel mundial
Es algo comúnmente aceptado por los investigadores que la masonería ejerció una influencia intelectual en la Revolución Francesa, ya que muchos ilustrados eran masones. Otros han relativizado esa importancia argumentando que los diputados masones eran una minoría en los Estados Generales y no votaban de forma disciplinada, así como el hecho de que también hubo masones guillotinados.
La reina de Francia, María Antonieta, se mostró en 1781 despreocupada por la masonería en una carta a una de sus hermanas:

Creo que te preocupas demasiado por la masonería en lo que se refiere a Francia, donde no tiene en absoluto la importancia que ha adquirido en otras partes de Europa, por la sencilla razón de que aquí todo el mundo es masón: sabemos, por consiguiente, todo lo que pasa. ¿Dónde está el peligro?

No obstante, durante la revolución, antes de ser ejecutada, escribió al conde de Mercy-Argenteau:

Creo que las provincias están menos corrompidas que la capital, pero siempre es París el que da tono a todo el reino [...] Los clubs y las sociedades secretas gobiernan Francia de un extremo a otro; las gentes honradas y los descontentos (aunque estén en gran número) huyen del país y se ocultan, porque no son los más fuertes y no tienen quien los relacione entre sí.

La Logia Lautaro tenía como objetivo la independencia de los países americanos de España y la creación de sistemas republicanos. Simón Bolívar también fue masón pero terminó por prohibir la masonería en la Gran Colombia en 1828, permaneciendo proscrita en este territorio durante veinte años.
La Gran Logia Simbólica Regional Catalana, fundada en 1886 y disuelta en 1939, se definía políticamente como republicana y anticlerical. Cuando se fundó fue acusada por el resto de logias de España y Portugal de ser una organización política en vez de una logia.
El Gran Oriente Español, fundado en 1889, y la Gran Logia Española, fundada en 1921, se comprometieron con la Segunda República Española en la década de 1930.
El 30 de mayo de 1919 el rey español Alfonso XIII consagró España al Sagrado Corazón de Jesús en el Cerro de los Ángeles de Getafe. Una semana después, recibió en audiencia al sacerdote Mateo Crawley-Boevey y Murga, promotor de la consagración. Según declaró Crawley, el rey le dijo que una delegación de la masonería le había amenazado con que, si no llevaba a cabo cuatro medidas, provocarían su abdicación y exilio y que Alfonso se negó. Estas medidas eran: su adhesión a la masonería, decretar que España sería un Estado laico, la reforma de la familia y el divorcio y la instrucción pública laica.
Según contó un hermano de la emperatriz Zita de Borbón-Parma al sacerdote Henri Le Floch, el emperador Carlos I de Austria y IV de Hungría había recibido la oferta por parte de masones de salvar su imperio si ingresaba en la masonería, a lo que se negó. El 13 de junio de 1921 el ya depuesto Carlos le contó al benedictino Maurus Carnot que había recibido la oferta por parte de personalidades de París y Budapest de recuperar el trono si aceptaba introducir la escuela laica y el matrimonio civil, a lo que también se negó.
El caso judicial y policial de los Seis de Birmingham, condenados a cadena perpetua en 1975 y declarados inocentes en 1991, generó sospechas sobre la posibilidad de que policías y jueces encubriesen entre sí sus errores en el proceso por una posible pertenencia a la masonería. La alarma social provocó que el Parlamento del Reino Unido elaborase dos informes sobre esto en 1997 y 1999. El gobierno del Reino Unido terminó por obligar a partir de 1999 a todos los policías y jueces a declarar si pertenecían a la masonería. En 2005 esta obligación se extendió a los parlamentarios.
El Consejo de Relaciones Exteriores de Estados Unidos, fundado en 1921, el Grupo Bilderberg, fundado en 1954, y la Comisión Trilateral, fundada en 1973, han sido acusadas por autores antimasónicos como Ricardo de la Cierva, Manuel Guerra Gómez y Alberto Bárcena de ser organizaciones promovidas por la masonería debido a que algunos de sus miembros tienen esta afiliación.
En 1981 la policía italiana descubrió la lista de miembros de una logia masónica llamada Propaganda Due que, bajo el liderazgo de Licio Gelli, se había infiltrado en la política, las fuerzas armadas, la policía, los servicios secretos, los medios de comunicación y las finanzas del país. Esta organización fue objeto de una investigación parlamentaria presidida por Tina Anselmi. Según el juez Giuliano Turone esta logia estuvo implicada incluso en un atentado terrorista en 1980 en la estación de trenes de Bolonia.
La masonería, por su parte, dice que no se inmiscuye en cuestiones políticas o confesionales.

## Sociedades fundadas por masones

### Shriners
En 1870 un grupo de masones fundó en Nueva York una fraternidad llamada Antigua Orden Árabe de los Nobles del Santuario Místico (Ancient Arabic Order of the Nobles of the Mystic Shrine). Sus miembros fueron conocidos como shriners, llevan sombrero fez y, al igual que los masones, tienen mandil. Desde el principio se destacó como organización filantrópica. En 1922 abrieron su primer hospital en Shreveport, Luisiana, y en la actualidad gestionan una red de centros de salud.

### B'nai B'rith
En 1843 doce judíos alemanes pertenecientes a la masonería, los Odd Fellows y otras fraternidades fundaron en Nueva York la B'nai B'rith (Hijos de la Alianza en hebreo). Esta es una sociedad iniciática para judíos que también se organiza en logias. Se trata de una organización que defiende los derechos humanos y el Estado de Israel. Entre los miembros más conocidos de esta sociedad estuvo Sigmund Freud.

### Aurora Dorada
En 1888 los masones William Robert Woodman, William Wynn Westcott y Samuel Liddell Mathers fundaron en Londres la Orden Hermética de la Aurora Dorada, una sociedad ocultista. Entre sus miembros más conocidos estuvo Aleister Crowley.

## En la cultura popular
El compositor Wolfgang Amadeus Mozart se hizo masón en la logia Beneficencia de Viena en 1784. Su ópera La flauta mágica (1791) alberga numerología masónica y el argumento del primer y el segundo acto se puede relacionar con una iniciación. También alberga valores e ideales humanistas de la Ilustración, preconizados por la masonería.
En el cómic Las Aventuras de Tintín: Los Cigarros del Faraón, Hergé retrata una sociedad secreta implicada en el contrabando de drogas y armas cuyos ritos recuerdan a la masonería.
La película francesa Fuerzas ocultas (1943), dirigida por Jean Mamy, fue realizada en el régimen de Vichy. Da un punto de vista algo sesgado de la masonería. Presenta por primera vez en el cine una ceremonia de iniciación masónica. La Logia Wolfgang Amadeus Mozart, fundada en 2004 en Madrid bajo la obediencia del Gran Oriente de Francia, proyectó esta película en 2012 en el Ateneo de Madrid.
El cómic Fábula de Venecia (1977), de Hugo Pratt, presenta al personaje Corto Maltés tomando contacto con la Logia Hermes.
La canción «King kill 33º» de Marilyn Manson, incluida en el álbum Holy Wood (In the Shadow of the Valley of Death) (2000), tiene el mismo título que un texto conspiracionista antimasónico de James Shelby Downard y Michael A. Hoffman titulado King-Kill 33º de 1998, sobre supuesta simbología masónica en el asesinato del presidente estadounidense John Fitzgerald Kennedy.
El libro El cementerio de Praga (2010), de Umberto Eco, habla de una persona que escribe de supuestos complots judíos y masónicos.
En un episodio de la serie de televisión española El olivar de Atocha (1989), que narra la historia de una familia en Madrid durante la primera mitad del siglo XX, se muestra una ceremonia de iniciación masónica.
En el episodio Homer the Great, de Los Simpson, aparece una sociedad llamada los Stonecutters, que guarda similitudes con la masonería.
En Los Picapiedra, se presenta una organización similar a una logia masónica: la «Logia de los Búfalos Mojados».
En Bob Esponja se muestra la Logia de los Cefalópodos, a la que pertenecía Calamardo Tentáculos, que fue expulsado debido a las locuras de Bob Esponja y Patricio Estrella.
Stephen Knight elaboró una teoría de la conspiración en su ensayo Jack el Destripador: la Solución Final (1976). En él se argumenta que los asesinatos llevados a cabo por Jack el Destripador en 1888 fueron llevados a cabo por el médico real y masón William Withey Gull por encargo de la monarquía británica para silenciar a un grupo de prostitutas que sabían que el príncipe Alberto Víctor se había casado con la plebeya católica Annie Elizabeth Crook y había tenido un hijo con ella. Knight se basaba en una pintada en el lugar de uno de los asesinatos que mencionaba a los juwes, borrada por Scotland Yard, y en el hecho de que algunas de las mutilaciones de cadáveres fueron llevadas a cabo conforme a relatos masónicos. El pintor Walter Richard Sickert habría sido amigo del príncipe (según relató un supuesto hijo ilegítimo suyo llamado Joseph Gorman), se mostró atormentado y pintó un cuadro de un dormitorio con Jack el Destripador, hizo una escultura de una mujer con las entrañas en el hombro y pintó varios cuadros de una prostituta muerta en Camden en 1907.
La película Asesinato por decreto (1979) trata del detective Sherlock Holmes buscando a Jack el Destripador en una trama con masones ordenada por la monarquía británica.
Alan Moore y Eddie Campbell realizaron el cómic Desde el infierno en la década de 1990. Esta obra fue llevada al cine. La película Desde el infierno fue protagonizada por Johnny Depp. El cómic y la película tratan de nuevo del tema de que Jack el Destripador era miembro de la masonería.
La película National Treasure (2004), dirigida por Jon Turteltaub, dice que los masones escondieron un tesoro descubierto por los caballeros templarios en Estados Unidos.